# Abu-ina-ekalli-lilbur
Abu-ina-ekalli-lilbur, Abi-ina-ekalli-lilbur (akad. Abu-ina-ekalli-lilbur, Abī-ina-ekalli-lilbur, w transliteracji z pisma klinowego zapisywane mAD-ina-É.GAL-lil-bur; tłum. „Niechaj ojciec zestarzeje się w pałacu”) – wysoki dostojnik za rządów asyryjskiego króla Salmanasara III (858-824 p.n.e.) pełniący na dworze królewskim urząd nāgir ekalli („herolda pałacu”); z asyryjskich list i kronik eponimów wiadomo, iż w 854 r. p.n.e. sprawował urząd limmu (eponima).